# Eugen Leibfried

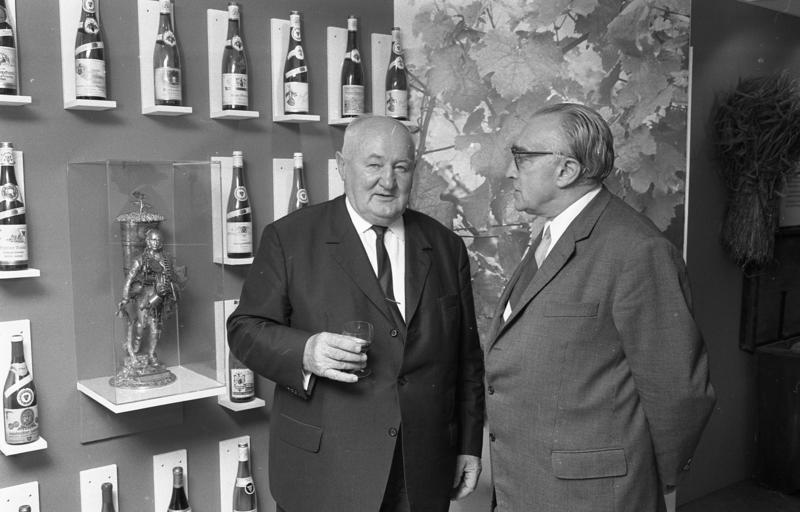
Eugen Leibfried (Mitte) neben Adalbert Seifriz (1967)

Eugen Leibfried (* 16. April 1897 in Guttenbach, heute Neckargerach; † 12. Oktober 1978 in Eberbach) war ein deutscher Politiker der CDU.

## Leben und Beruf
Leibfried besuchte die Volks- und Fachschule und war anschließend im landwirtschaftlichen Betrieb seiner Eltern tätig. Im Ersten Weltkrieg meldete er sich freiwillig als Soldat zur Kaiserlichen Marine, wo er unter anderem auf Minensuchbooten Dienst tat und Obermaat wurde. Nach dem Krieg war er im Genossenschaftswesen tätig, bevor er 1924 den elterlichen Betrieb übernahm. Nach der Machtübernahme der Nationalsozialisten wurde er im Rahmen der Gleichschaltung seiner Ämter enthoben. Zu Beginn des Zweiten Weltkrieges wurde er bereits am 3. September 1939 als Obermaat zur Kriegsmarine einberufen. Zumeist in Wilhelmshaven und Gdingen, damals Gotenhafen, stationiert, wurde er in der letzten Kriegsphase nach San Michele versetzt, wo er das Kriegsende als Kapitänleutnant erlebte. Nur durch das Eingreifen amerikanischer Truppen entging er einer Massenerschießung durch marodierende italienische Partisanen.
Nach dem Zweiten Weltkrieg wurde Leibfried Vizepräsident der badischen landwirtschaftlichen Raiffeisen-Genossenschaften. Weiterhin war er in der bäuerlichen Berufsvertretung des Bauernverbandes Baden-Württemberg tätig. 

## Politik
Leibfried war in der Weimarer Republik Mitglied der Deutschen Volkspartei. Von 1928 bis zur Machtergreifung der Nationalsozialisten 1933 war er Bürgermeister seiner Heimatgemeinde Guttenbach.
Nach 1945 trat er der CDU bei und wurde 1946 Mitglied des Kreistags des Landkreises Mosbach. 1949 wurde er als direkter Vertreter des damaligen Wahlkreises Sinsheim in den ersten Deutschen Bundestag gewählt. In der Wahl 1953 konnte er das Direktmandat behaupten. Wegen seiner Ministertätigkeit im Land Baden-Württemberg legte Leibfried am 21. Juni 1956 sein Amt als Bundestagsabgeordneter nieder.
Am 7. Oktober 1953 holte ihn der baden-württembergische Ministerpräsident Gebhard Müller als Minister für Ernährung, Landwirtschaft und Forsten in sein Kabinett. Drei Jahre später zog er als Abgeordneter in den Landtag von Baden-Württemberg ein, dem er bis 1972 angehörte. Auch unter den Ministerpräsidenten Kurt Georg Kiesinger und Hans Filbinger übte er sein Ministeramt aus und schied erst am 12. Juni 1968 aus dem Amt.
Politische Schwerpunkte seiner Arbeit waren zunächst im Bundestag Landwirtschafts- und Sozialpolitik. So wirkte er bei den Gesetzen über Lastenausgleich, Kriegsopferversorgung, Kindergeld und in der Regelung der Altersversorgung für Landwirte mit. Als Landwirtschaftsminister von Baden-Württemberg begann er den Zuschnitt der Agrarpolitik auf die jeweils regional verschiedenen Sachverhalte der baden-württembergischen Landwirtschaft innerhalb des Bonner und Brüsseler Rahmens. So wurden unter anderem der Grüne Plan, der Generalobstplan und die systematische Neuordnung der Weinbaus und der Weinwirtschaft aus der Taufe gehoben. Standörtlich und strukturell benachteiligte landwirtschaftliche Gebiete wurden z. B. in das Schwarzwald- und das Albprogramm aufgenommen. Im Rahmen des Hauptschwerpunktes Ertüchtigung der baden-württembergischen Landwirtschaft („Grüner Plan“) wurden die Betriebsgrößen der Höfe (bis dahin hatten 70 Prozent der Höfe weniger als 5 ha Betriebsfläche und 98 Prozent weniger als 20 ha) gezielt gesteigert. Dadurch kam es zu einem massiven Anstieg von Nahrungsmittelproduktion und Verkaufserlösen, aber auch zu Stilllegungen unrentabler Betriebe. Innerhalb dieser agrarstrukturellen Rahmenplanung wurden auch die Flurbereinigung (250.000 ha) und die wegen der teils unwirtschaftlichen Enge vieler bäuerlicher Betriebe notwendige Aussiedlungspolitik (4500 Betriebe) durchgeführt. Weitere Schwerpunkte waren die Milchmarktordnung, das Gesetz über die Berufsausübung in der Landwirtschaft, das landwirtschaftliche Beratungswesen und das Altershilfsgesetz für die Landwirtschaft.

## Auszeichnungen
Leibfried erhielt 1962 das Große Bundesverdienstkreuz mit Stern und Schulterband und 1975 die Verdienstmedaille des Landes Baden-Württemberg.